# 拉里·奥古斯丁
拉里·奥古斯丁（Larry Augustin，1962年10月10日—）是一位投资家，前软件公司（现更名为SourceForge公司）主席。1993年在斯坦福大学攻读电子工程博士学位时创办VA研究所，为该公司的前身。
奥古斯丁作为讲述人之一，参与了2001年的纪录片电影《操作系统革命》的拍摄。